# Marcos Vázquez Debali
Marcos Vázquez Debali (nacido el 25 de junio de 1965) es un escritor e informático uruguayo.

## Biografía
Marcos Vázquez Debali nació en 1965 en Montevideo, es Analista Programador y escritor de literatura infantil y juvenil.
Ha escrito y actuado en obras de teatro para niños; actividad gracias a la cual nació su vocación escritor.
También ha desarrollado juegos informáticos para incentivar la lectura en niños y jóvenes, incluyendo la realidad aumentada.
Su obra Emma al borde del abismo le valió en 2016 el primer premio en la categoría Literatura Infantil y Juvenil de los Premios Nacionales de Literatura del Ministerio de Educación y Cultura.

## Obras
- 2010, cola licuada
- 2012, La Leyenda de Laridia. Novela que obtuvo el premio Bartolomé Hidalgo de la Cámara Uruguaya del Libro.
- 2013, Imaginarius. La invasión de los agontes
- 2014, Emma al borde del abismo. Novela que obtuvo el Premio Nacional a las Letras del Ministerio de Educación y Cultura de Uruguay en la categoría literatura infantil y juvenil.[5]
- 2015, Te ama, León.[6]
- 2019, Cuerpos de carbón.
- 2021, Murió por tu culpa
- 2025, Exclusivo para el inspector Jack Etta